# Drempel (Wasserbau)

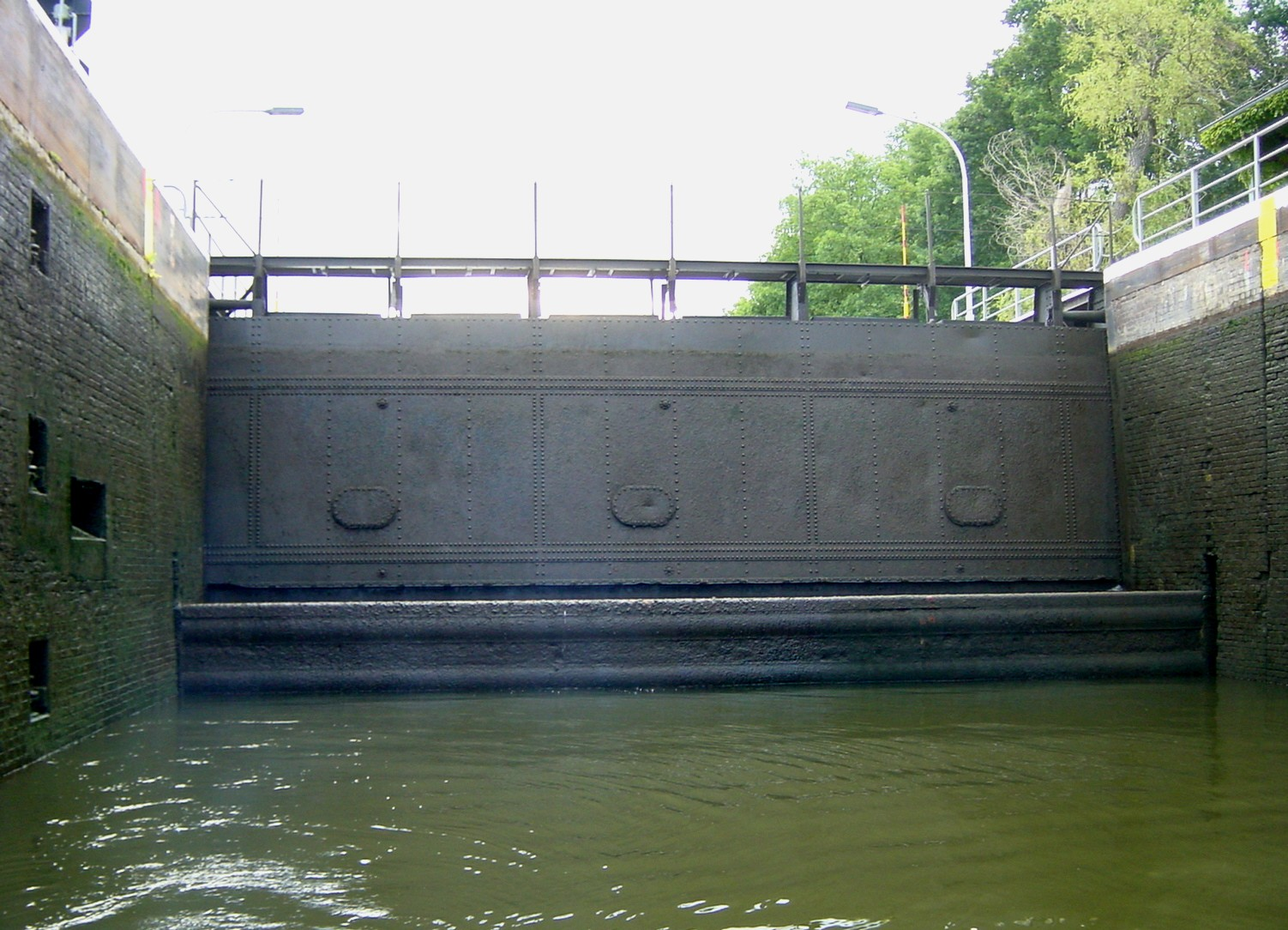
Der Schleusendrempel ist der Absatz unter dem Schleusentor direkt über dem Wasser (Wasserstand in der Schleuse auf Unterwasser) – am rechten Bildrand ist der gelbe Strich für die offizielle Markierung des Drempels zu erkennen

Als Drempel (mittelhochdt.: Drempel = Türschwelle) wird einerseits die Schwelle des oberen Schleusentores bezeichnet, die als Anschlag für das geschlossene Tor, zum wasserdichten Abschluss und zur Ableitung des Wasserdrucks des Oberwassers auf das Dichtungslager der Schleusenkonstruktion dient. Andererseits wird der gesamte Betonabsatz unterhalb des oberen bzw. oberhalb des unteren Schleusentors als Drempel bezeichnet.

## Funktion

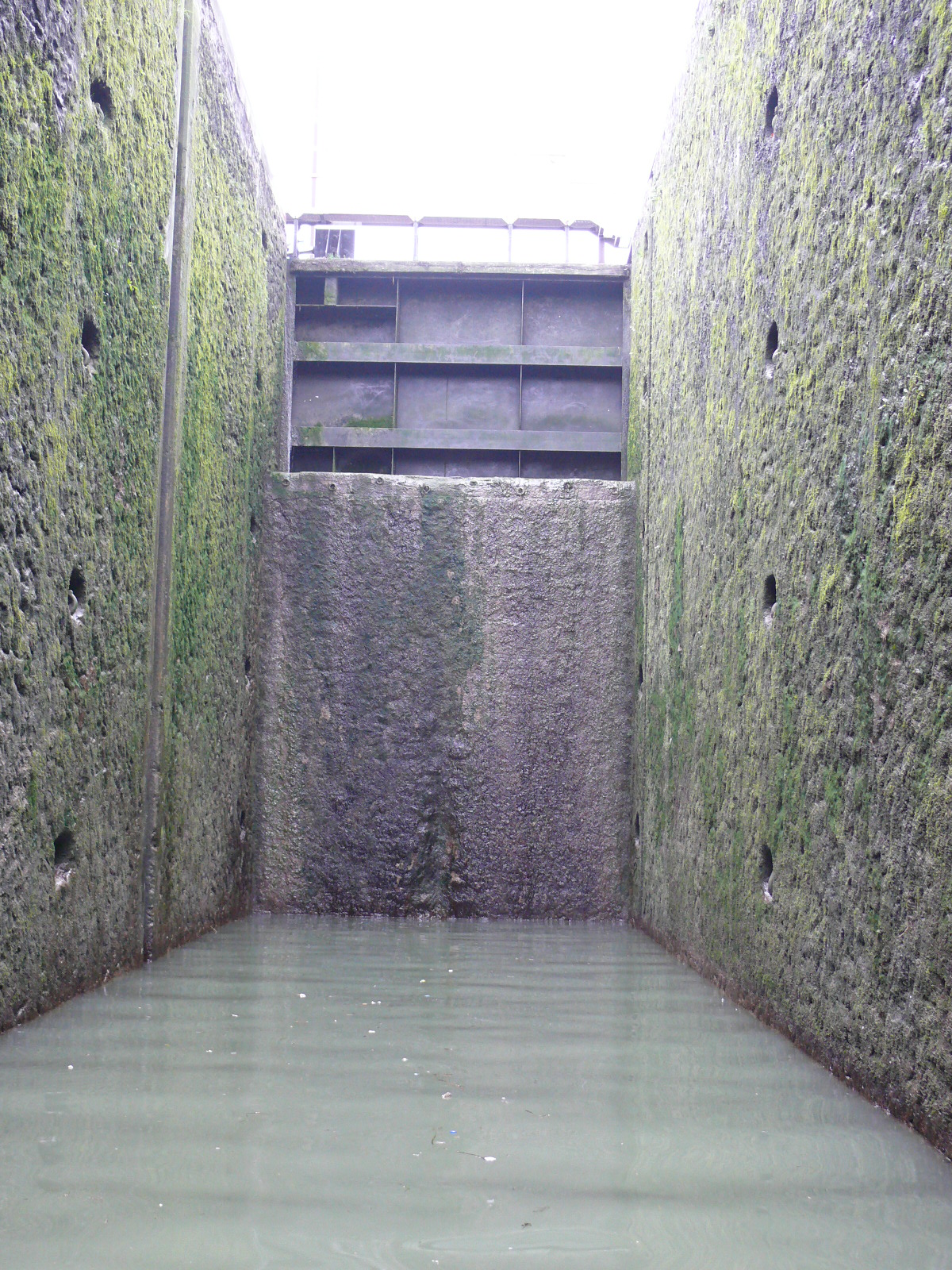
Oberes Schleusentor und Drempel der kleinen Kammer der Écluse du Pont de Flandre am Canal Saint-Denis

Beim Befahren der Schleuse ist die Drempeltiefe zu beachten, da dieses Maß den maximalen Tiefgang der Schiffe bestimmt.
Damit beim Ablassen des Wassers aus der Schleusenkammer das Schiff nicht auf dem Drempel aufsitzt und beschädigt wird, ist die Lage des Drempels (mit einem Sicherheitszuschlag) an der Schleusenkammerwand farblich markiert (gelber vertikaler Strich) und bei der Schleusung zu beachten. Das Wasserfahrzeug darf sich nicht näher am oberen Schleusentor befinden, als der Markierungsstrich anzeigt. Dies ist die sogenannte „Nutzlängenmarkierung“, die sich typischerweise einige Meter vor dem Drempel befindet. Bei Schleusungen aus dem Unterwasser sieht man an einigen Schleusen den Drempel als Mauer unterhalb des oberen Schleusentores.

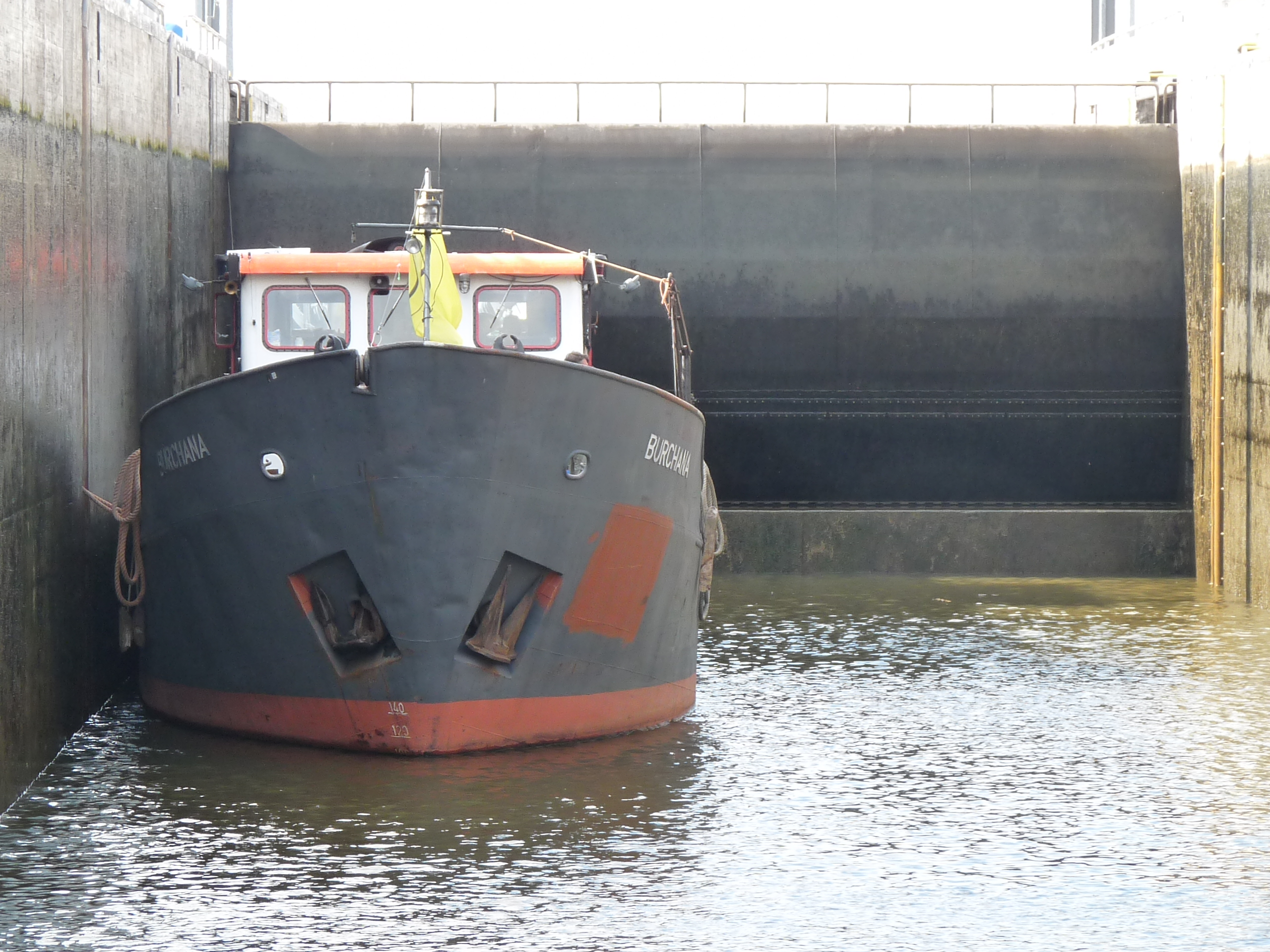
Klapptor mit Drempel
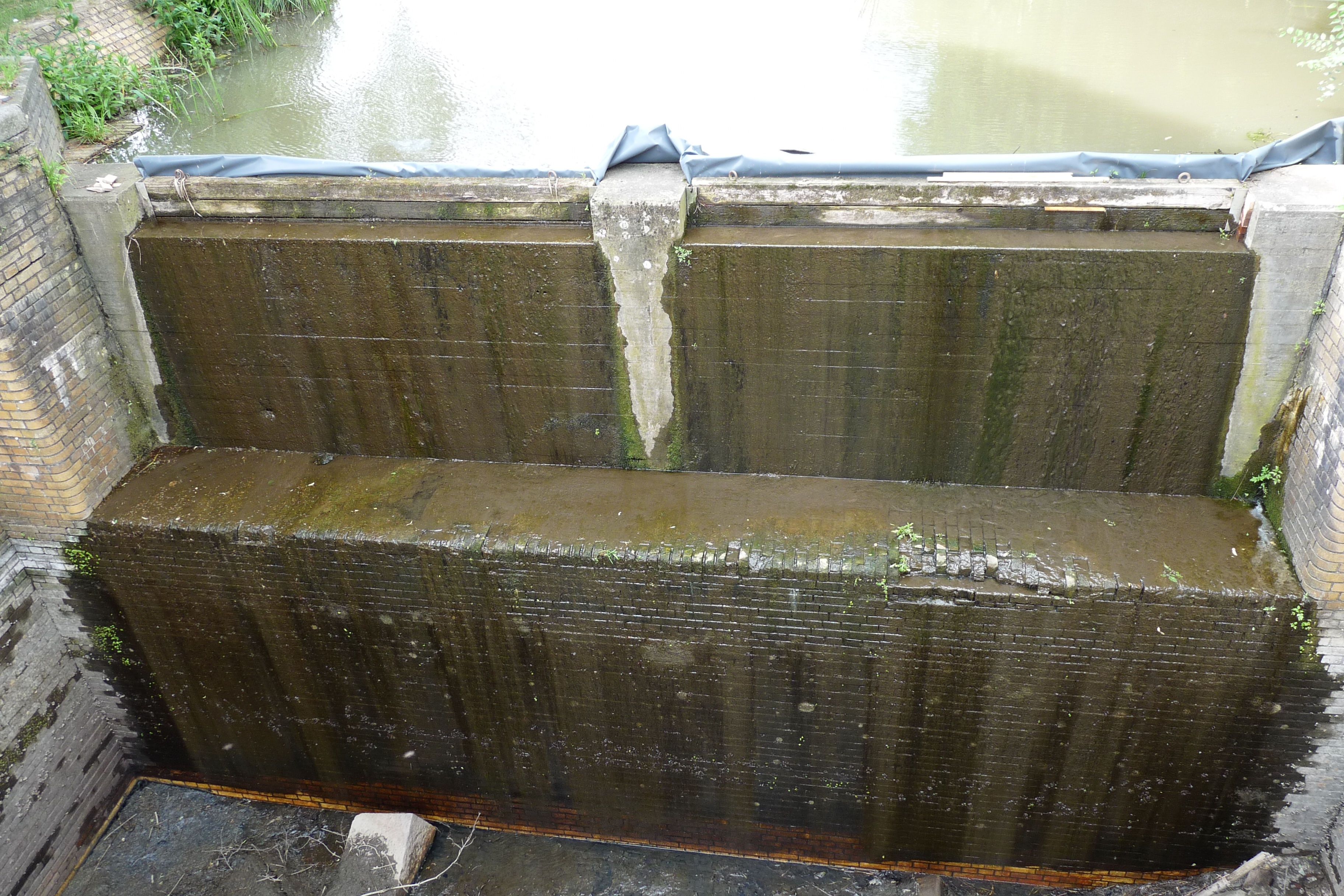
Oberhaupt der Schleuse Plaue mit Drempel und Betonwand als Verschluss (nicht in Betrieb)